# Tacoignières
Tacoignières est une commune française rurale située dans le département des Yvelines en région Île-de-France. Ses habitants, au nombre de 1 042 en 2019, sont les Tacoignièrois.

## Géographie

### Situation
La commune de Tacoignières est située dans l'ouest du département des Yvelines, à 20 km environ au sud de Mantes-la-Jolie, sous-préfecture, et à 36 km environ à l'ouest de Versailles, préfecture du département.

### Hydrographie
L'aqueduc de l'Avre, ouvrage d'acheminement d'eau potable par gravité alimentant Paris, traverse la commune d'ouest en est, en tranchée enterrée.

Le fossé de la commune d'Orvilliers prend sa source au centre-ouest de la commune avant de se jeter à 2,58 km au nord-ouest dans le ruisseau de Prunay, appartenant au bassin versant de la Vaucouleurs.

### Climat
Pour des articles plus généraux, voir Climat de l'Île-de-France et Climat des Yvelines.
En 2010, le climat de la commune est de type climat océanique dégradé des plaines du Centre et du Nord, selon une étude du CNRS s'appuyant sur une série de données couvrant la période 1971-2000. En 2020, Météo-France publie une typologie des climats de la France métropolitaine dans laquelle la commune est exposée à un climat océanique et est dans la région climatique Sud-ouest du bassin Parisien, caractérisée par une faible pluviométrie, notamment au printemps (120 à 150 mm) et un hiver froid (3,5 °C).
Pour la période 1971-2000, la température annuelle moyenne est de 10,3 °C, avec une amplitude thermique annuelle de 14,3 °C. Le cumul annuel moyen de précipitations est de 663 mm, avec 10,9 jours de précipitations en janvier et 8 jours en juillet. Pour la période 1991-2020, la température moyenne annuelle observée sur la station météorologique la plus proche, située sur la commune de Bû à 14 km à vol d'oiseau, est de 11,4 °C et le cumul annuel moyen de précipitations est de 633,2 mm,. Pour l'avenir, les paramètres climatiques de la commune estimés pour 2050 selon différents scénarios d'émission de gaz à effet de serre sont consultables sur un site dédié publié par Météo-France en novembre 2022.

### Communes limitrophes
|            | Prunay-le-Temple |         |
|            | Tacoignières     | Orgerus |
| Richebourg | Bazainville      |         |

### Transports et voies de communications

#### Réseau routier
Tacoignières est desservie par la  D 166, reliant la commune à Boissets, ainsi que la D 45 reliant Richebourg à Orgeval.

#### Desserte ferroviaire

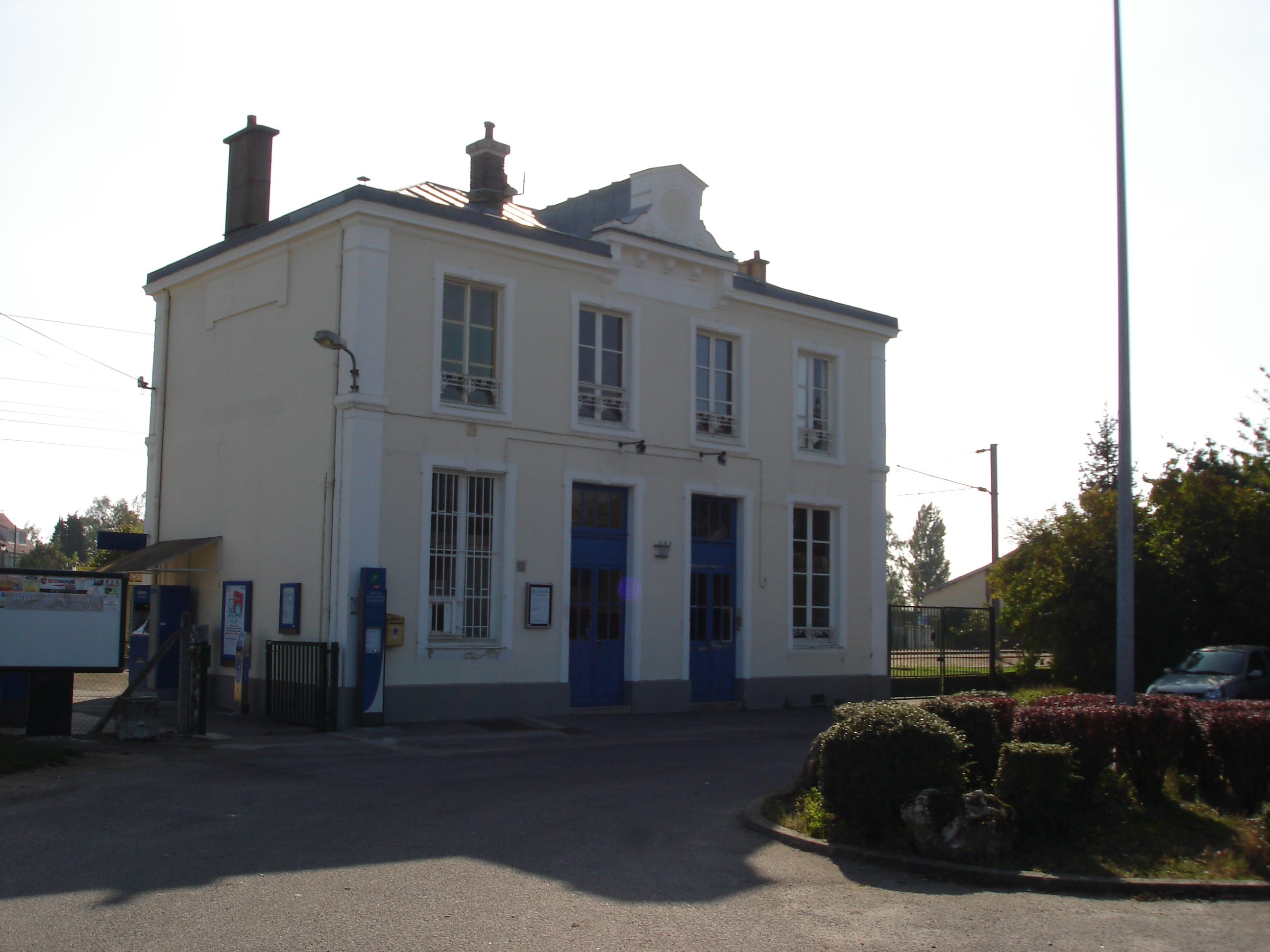
La gare de Tacoignières - Richebourg.

La ligne de Saint-Cyr à Surdon passe par le territoire communal. La commune possède une gare ferroviaire sur cette ligne.

#### Bus
La commune est desservie par les lignes 38, 48, Express 60 et Express 67 du réseau de bus Centre et Sud Yvelines.

## Urbanisme

### Typologie
Au 1er janvier 2024, Tacoignières est catégorisée bourg rural, selon la nouvelle grille communale de densité à sept niveaux définie par l'Insee en 2022.
Elle est située hors unité urbaine. Par ailleurs la commune fait partie de l'aire d'attraction de Paris, dont elle est une commune de la couronne,. Cette aire regroupe 1 929 communes,.

### Occupation des solssimplifiée
Le territoire de la commune se compose en 2017 de 75,31 % d'espaces agricoles, forestiers et naturels, 6,76 % d'espaces ouverts artificialisés et 17,93 % d'espaces construits artificialisés.

## Toponymie
Le nom de la localité est attesté sous les formes Tacogny, Taconerie au XIIIe siècle, Taconnieres
C'est le « domaine de Tacon » (patronyme).

## Histoire
Le terrain à l'est du souterrain de Richebourg, sur la commune de Tacoignières, contient des restes d'animaux préhistoriques, notamment le petit bœuf ès tourbières (Bos longifrons), des restes assez importants de Bos taurus, et des débris de chevreuil.
La première mention du village de Tacoignières, date de 1196, quand Pierre de Richebourg du consentement de Mathilde, sa femme, et de son fils Henri, confirme un accord entre ses vassaux Guillaume de Tacoignières et les religieux de Bazainville. En 1225, Pierre de Richebourg, du consentement de sa femme Aveline et d'Henri, son fils, concéda aux moines de Bazainville les dîmes que Guillaume de Tacoignières leur avait données au lieu du même nom.
En 1567 c'est le sire Antoine de Canion, chevalier, seigneur châtelain d'Orgerus, qui est seigneur de Tacoignières.

## Politique et administration

### Liste des maires
| Période                                  | Période  | Identité            | Étiquette | Qualité  |
| ---------------------------------------- | -------- | ------------------- | --------- | -------- |
| Les données manquantes sont à compléter. |          |                     |           |          |
| mars 1995                                | 2020     | Jean-Jacques Mansat | DVD       | Retraité |
| 2020                                     | En cours | Patrice Le Bail     |           |          |

### Instances administratives et judiciaires
Sur le plan électoral, la commune est rattachée à la neuvième circonscription des Yvelines, circonscription à dominante rurale du nord-ouest des Yvelines.
Sur le plan judiciaire, Tacoignières fait partie de la juridiction d’instance de Mantes-la-Jolie et, comme toutes les communes des Yvelines, dépend du tribunal de grande instance ainsi que de tribunal de commerce sis à Versailles,.

### Tendances politiques et résultats
| Scrutin             | Scrutin             | 1er tour | 1er tour  | 1er tour | 1er tour | 1er tour  | 1er tour | 1er tour | 1er tour | 1er tour | 1er tour | 1er tour | 1er tour | 2d tour | 2d tour | 2d tour | 2d tour | 2d tour | 2d tour |
| Scrutin             | Scrutin             | 1er      | 1er       | %        | 2e       | 2e        | %        | 3e       | 3e       | %        | 4e       | 4e       | %        | 1er     | 1er     | %       | 2e      | 2e      | %       |
| ------------------- | ------------------- | -------- | --------- | -------- | -------- | --------- | -------- | -------- | -------- | -------- | -------- | -------- | -------- | ------- | ------- | ------- | ------- | ------- | ------- |
| Présidentielle 2017 | Présidentielle 2017 |          | EM        | 26,58    |          | FN        | 19,97    |          | LR       | 19,68    |          | LFI      | 17,67    |         | EM      | 70,26   |         | FN      | 29,74   |
| Présidentielle 2022 | Présidentielle 2022 |          | LREM      | 29,50    |          | RN        | 21,13    |          | LFI      | 20,57    |          | REC      | 5,96     |         | LREM    | 60,97   |         | RN      | 39,03   |
| Législatives 2022   | 9e                  |          | MoDem-Ens | 24,94    |          | LFI-Nupes | 24,94    |          | RN       | 20,53    |          | LR       | 11,26    |         | MoDem   | 61,41   |         | RN      | 38,59   |
| Législatives 2024   | 9e                  |          | RN        | 34,69    |          | MoDem-Ens | 24,74    |          | PS-NFP   | 23,68    |          | LR       | 11,31    |         | PS      | 55,28   |         | RN      | 44,72   |

## Population et société

### Démographie

#### Évolution démographique
L'évolution du nombre d'habitants est connue à travers les recensements de la population effectués dans la commune depuis 1793. Pour les communes de moins de 10 000 habitants, une enquête de recensement portant sur toute la population est réalisée tous les cinq ans, les populations de référence des années intermédiaires étant quant à elles estimées par interpolation ou extrapolation. Pour la commune, le premier recensement exhaustif entrant dans le cadre du nouveau dispositif a été réalisé en 2006.

En 2022, la commune comptait 1 194 habitants, en évolution de +15,47 % par rapport à 2016 (Yvelines : +2,72 %, France hors Mayotte : +2,11 %).
| 1793 | 1800 | 1806 | 1821 | 1831 | 1836 | 1841 | 1846 | 1851 |
| ---- | ---- | ---- | ---- | ---- | ---- | ---- | ---- | ---- |
| 182  | 191  | 196  | 254  | 218  | 241  | 215  | 229  | 230  |

| 1856 | 1861 | 1866 | 1872 | 1876 | 1881 | 1886 | 1891 | 1896 |
| ---- | ---- | ---- | ---- | ---- | ---- | ---- | ---- | ---- |
| 221  | 241  | 248  | 250  | 243  | 225  | 206  | 292  | 249  |

| 1901 | 1906 | 1911 | 1921 | 1926 | 1931 | 1936 | 1946 | 1954 |
| ---- | ---- | ---- | ---- | ---- | ---- | ---- | ---- | ---- |
| 242  | 243  | 247  | 273  | 297  | 291  | 233  | 250  | 242  |

| 1962 | 1968 | 1975 | 1982 | 1990 | 1999 | 2006  | 2011  | 2016  |
| ---- | ---- | ---- | ---- | ---- | ---- | ----- | ----- | ----- |
| 275  | 345  | 512  | 671  | 778  | 956  | 1 023 | 1 058 | 1 034 |

| 2021  | 2022  | - | - | - | - | - | - | - |
| ----- | ----- | - | - | - | - | - | - | - |
| 1 143 | 1 194 | - | - | - | - | - | - | - |

#### Pyramide des âges
En 2018, le taux de personnes d'un âge inférieur à 30 ans s'élève à 36,7 %, soit en dessous de la moyenne départementale (38 %). À l'inverse, le taux de personnes d'âge supérieur à 60 ans est de 22,8 % la même année, alors qu'il est de 21,7 % au niveau départemental.
En 2018, la commune comptait 518 hommes pour 519 femmes, soit un taux de 50,05 % de femmes, légèrement inférieur au taux départemental (51,32 %).
Les pyramides des âges de la commune et du département s'établissent comme suit.
| Hommes | Classe d’âge | Femmes |
| ------ | ------------ | ------ |
| 1,8    | 90 ou +      | 1,2    |
| 5,3    | 75-89 ans    | 6,4    |
| 16,0   | 60-74 ans    | 15,0   |
| 25,3   | 45-59 ans    | 24,9   |
| 14,0   | 30-44 ans    | 16,8   |
| 18,1   | 15-29 ans    | 16,5   |
| 19,5   | 0-14 ans     | 19,3   |

| Hommes | Classe d’âge | Femmes |
| ------ | ------------ | ------ |
| 0,6    | 90 ou +      | 1,4    |
| 6      | 75-89 ans    | 7,8    |
| 13,5   | 60-74 ans    | 14,8   |
| 20,7   | 45-59 ans    | 20,1   |
| 19,6   | 30-44 ans    | 19,9   |
| 18,5   | 15-29 ans    | 16,8   |
| 21,2   | 0-14 ans     | 19,2   |

## Économie
- Exploitations agricoles.

## Culture locale et patrimoine

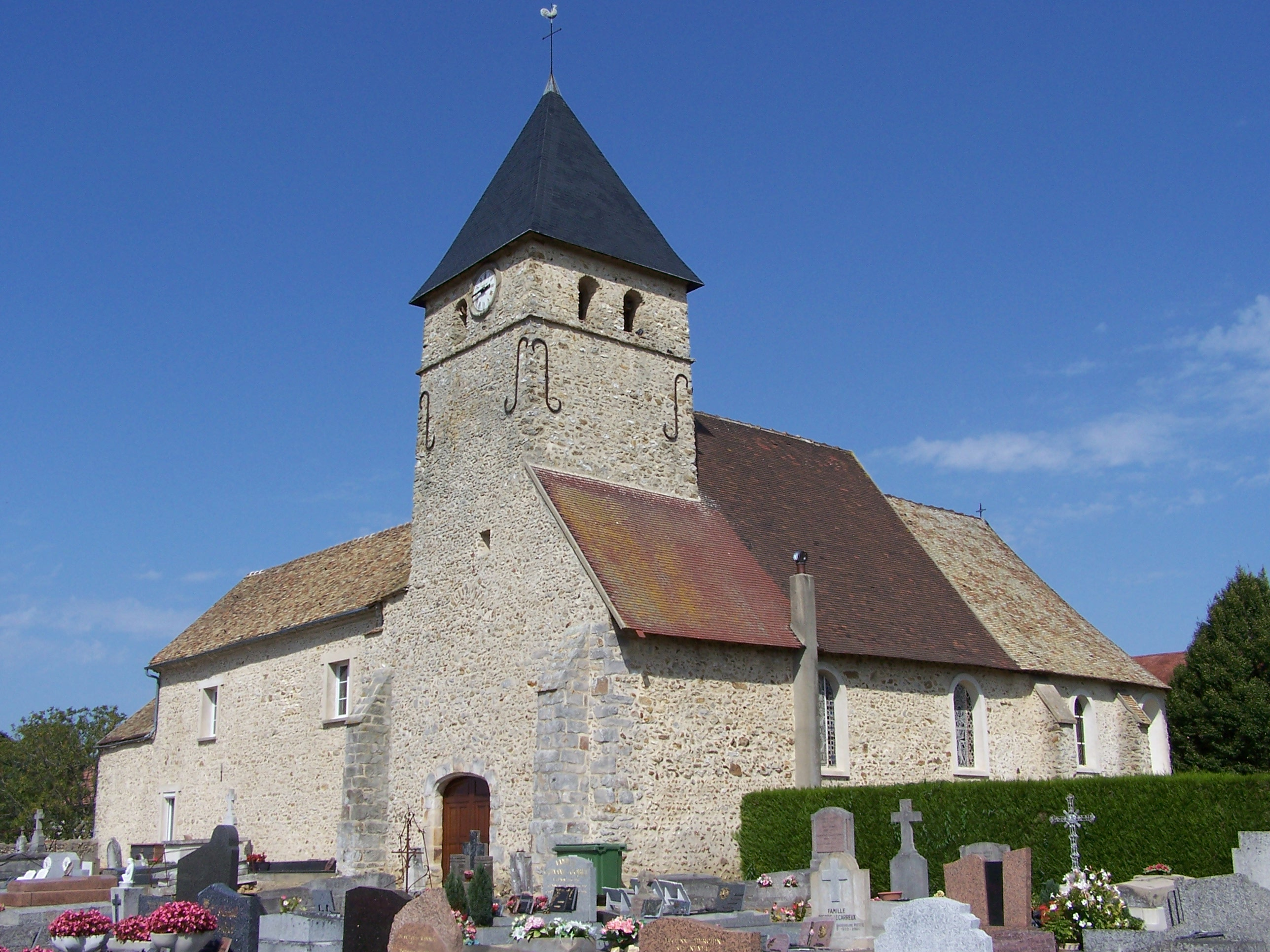
L'église Notre-Dame-de-l'Assomption.

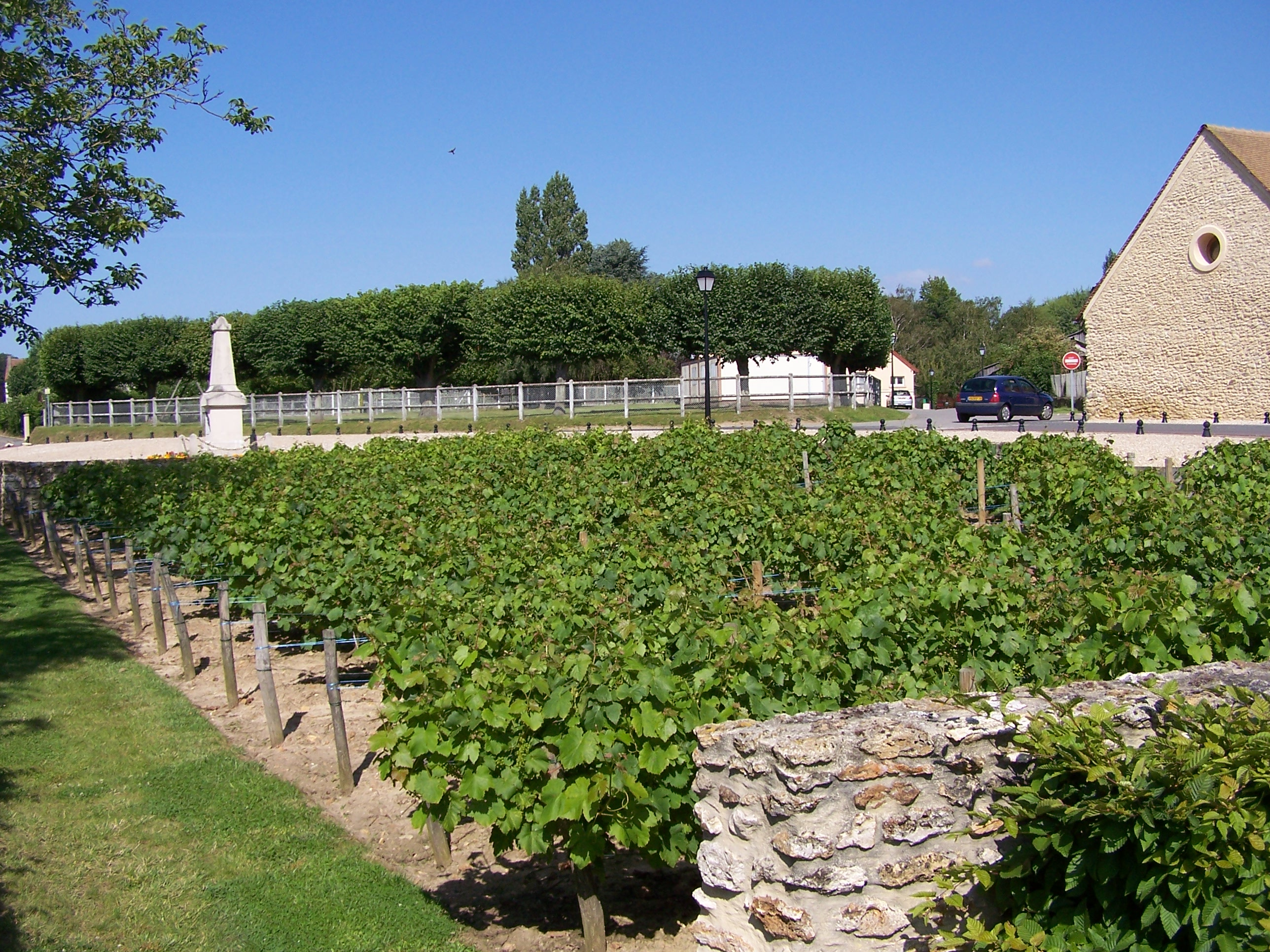
La vigne de Tacoignières.

### Lieux et monuments
- L'église Notre-Dame-de-l'Assomption.

Église du XIIe et du XVIIIe siècle.
Elle contient les statues (classées) de sainte Anne et la Vierge Enfant, groupe bois, XVIe siècle et  celle de la Vierge et l'Enfant, groupe bois, XVIe siècle.

### Héraldique
| Blason de Tacoignières | Blason  | De gueules au chevron d'or, accompagné de trois roses d'argent, au chef d'azur à la croix d'or, cantonné de quatre fleurs de lys du même. |
| Blason de Tacoignières | Détails | Le statut officiel du blason reste à déterminer.                                                                                          |